# UFC Fight Night: Edwards vs. Muhammad
UFC Fight Night: Edwards vs. Muhammad (conosciuto anche come UFC Fight Night 187, oppure UFC on ESPN+ 45, o anche UFC Vegas 21) è stato un evento di arti marziali miste tenuto dalla Ultimate Fighting Championship il 13 marzo 2021 all'UFC APEX di Las Vegas, negli Stati Uniti.

## Risultati
|                  | Divisione             |                      |                 |                   | Metodo                                      | Round           | Tempo           | Premio          |
| Card Principale  | Card Principale       | Card Principale      | Card Principale | Card Principale   | Card Principale                             | Card Principale | Card Principale | Card Principale |
| ---------------- | --------------------- | -------------------- | --------------- | ----------------- | ------------------------------------------- | --------------- | --------------- | --------------- |
|                  | Pesi welter           | Leon Edwards         | vs              | Belal Muhammad    | No Contest (ditata all'occhio accidentale)  | 2               | 0:18            |                 |
|                  | Pesi mediomassimi     | Ryan Spann           | batte           | Misha Cirkunov    | KO tecnico (pugni)                          | 1               | 1:11            | POTN            |
|                  | Pesi piuma            | Dan Ige              | batte           | Gavin Tucker      | KO (pugno)                                  | 1               | 0:22            | POTN            |
|                  | Pesi gallo            | Davey Grant          | batte           | Jonathan Martinez | KO (pugno)                                  | 2               | 3:03            | POTN            |
|                  | Pesi mosca            | Matheus Nicolau      | batte           | Manel Kape        | Decisione non unanime (28–29, 29–28, 29–28) | 3               | 5:00            |                 |
|                  | Pesi medi             | Eryk Anders          | vs              | Darren Stewart    | No Contest (ginocchiata illegale)           | 1               | 4:37            |                 |
| Card Preliminare |                       |                      |                 |                   |                                             |                 |                 |                 |
|                  | Pesi paglia femminili | Angela Hill          | batte           | Ashley Yoder      | Decisione unanime (30–27, 30–27, 30–27)     | 3               | 5:00            |                 |
|                  | Pesi piuma            | Charles Jourdain     | batte           | Marcelo Rojo      | KO tecnico (pugni)                          | 3               | 4:31            |                 |
|                  | Pesi gallo            | Rani Yahya           | batte           | Ray Rodriguez     | Sottomissione (arm-triangle choke)          | 2               | 3:09            |                 |
|                  | Pesi leggeri          | Nasrat Haqparast     | batte           | Rafa García       | Decisione unanime (30–27, 29–28, 29–28)     | 3               | 5:00            |                 |
|                  | Pesi mosca femminili  | JJ Aldrich           | batte           | Cortney Casey     | Decisione non unanime (28–29, 29–28, 29–28) | 3               | 5:00            |                 |
|                  | Pesi paglia femminili | Jinh Yu Frey         | batte           | Gloria de Paula   | Decisione unanime (29–28, 29–28, 29–28)     | 3               | 5:00            |                 |
|                  | Pesi welter           | Matthew Semelsberger | batte           | Jason Witt        | KO (pugno)                                  | 1               | 0:16            | POTN            |

## Premi
I lottatori premiati ricevettero un bonus di 50.000 dollari.
Legenda:
- FOTN: Fight of the Night (vengono premiati entrambi gli atleti per il miglior incontro dell'evento)
- POTN: Performance of the Night (viene premiato il vincitore per la migliore performance dell'evento)